# 大小路停留場
大小路停留場（日语：／ Ōshōji teiryūjō */?）是一個位於日本大阪府堺市堺區市之町東1丁，屬於阪堺電氣軌道阪堺線的停留場。車站編號為HN22。

### 車站構造
本站為夾著平交道2面2線的地面車站。

## 相鄰停留場
阪堺電氣軌道
■阪堺線
花田口（HN21）－大小路（HN22）－宿院（HN23）